# Liam Whelan
William Augustine Whelan, noto anche come Billy Whelan o Liam Whelan (Dublino, 1º aprile 1935 – Monaco di Baviera, 6 febbraio 1958), è stato un calciatore irlandese.
È deceduto nel disastro aereo di Monaco di Baviera, all'età di 22 anni, insieme ad altri sette calciatori del Manchester United.

## Palmarès

### Club

#### Competizioni giovanili
- FA Youth Cup: 1

Manchester United: 1952-1953

#### Competizioni nazionali
- Campionato inglese: 3

Manchester United: 1951-1952, 1955-1956, 1956-1957
- Community Shield: 3

Manchester United: 1952, 1956, 1957